# Уайт, Роберт (ботаник)
Роберт Уайт (англ. Robert Wight, 6 июля 1796 — 26 мая 1872) — шотландский биолог, ботаник и врач-хирург; доктор медицины.

## Биография
Роберт Уайт родился в Восточном Лотиане 6 июля 1796 года. Он изучал ботанику в Эдинбурге.
В 1816 году Роберт Уайт получил медицинскую степень в Эдинбургском университете. Он работал хирургом на судне в течение двух лет и отправлялся на несколько рейсов, один из которых был в США.
Роберт Уайт был директором ботанического сада в Мадрасе. С 1819 по 1853 год Роберт Уайт жил в Индии, где большую часть времени посвятил изучению растений. Он внёс значительный вклад в ботанику, описав множество видов семенных растений.
Роберт Уайт умер в городе Рединг 26 мая 1872 года.
Ещё при жизни учёный пожертвовал свой гербарий ботаническому саду в Кью (Англия).

## Научная деятельность
Уайт специализировался на семенных растениях.

## Основные научные работы
- Icones plantarum Indiæ orientalis (seis volumes, 1840—1856).
- Illustrations of Indian Botany (dois volumes, 1841—1850).
- Spicilegium Nilghiriense (dois volumes, 1846—1851).

## Признание в научном мире
Роберт Уайт был избран членом Лондонского Линнеевского общества, членом Императорской Академии в 1832 году и членом Лондонского королевского общества в 1855 году.
Роберт Уайт был членом нескольких научных обществ в Индии. Он был в постоянном контакте с рядом ведущих ботаников и других учёных своего времени, среди которых были Джордж Арнотт Арнотт, Роберт Броун, Джозеф Долтон Гукер, Джон Линдли, Карл Фридрих Филипп фон Марциус, Христиан Готфрид Даниэль Нес фон Эзенбек, Джон Форбс Ройл, Натаниэл Валлих и другие.

## Почести
В его честь был назван род растений Wightia Wall. — Уайтия и род растений Wightia Spreng. ex DC., а также муравей Parasyscia wighti.
В честь Роберта Уайта были также названы следующие виды растений:
- Acrostichum wightianum Wall.[17]
- Acrotrema wightianum Wight & Arn.[18]
- Aerva wightii Hook.f.[19]
- Agave wightii J.R.Drumm. & Prain[20]
- Arisaema wightii Schott & C.E.C.Fisch.[21]
- Bupleurum wightii Koso-Pol.[22]
- Calamus wightii Griff.[23]
- Calophyllum wightianum Wall.[24]
- Campanula wightii Gamble[25]
- Ceratostema wightianum Griff.[26]
- Combretum wightianum Wall.[27]
- Commelina wightii Raizada[28]
- Commiphora wightii (Arn.) Bhandari[29]
- Connarus wightii Hook.f.[30]
- Convolvulus wightii Wall.[31]
- Coscinium wightianum Miers[32]
- Diphasiastrum wightianum (Wall. ex Hook. & Grev.) Holub[33]
- Diporidium wightianum Kuntze[34]
- Elatostema wightianum Wedd.[35]
- Eranthemum wightianum Wall.[36]
- Eriocaulon wightianum Mart.[37]
- Exacum wightianum Arn.[38]
- Goniothalamus wightii Hook.f. & Thomson[39]
- Gossypium wightianum Tod.[40]
- Gynostemma wightianum Benth. & Hook.f.[41]
- Holigarna wightii N.P.Balakr.[42]
- Hypolytrum wightianum Boeckeler[43]
- Kalanchoe wightianum Wall.[44]
- Limnanthemum wightianum Griseb.[45]
- Lophopetalum wightianum Arn.[46]
- Mastichodendron wightianum (Hook. & Arn.) H.J.Lam[47]
- Memecylon wightianum Triana[48]
- Oiospermum wightianum DC.[49]
- Oxypetalum wightianum Hook. & Arn.[50]
- Panicum wightianum Arn. & Nees ex Nees[51]
- Polypodium wightianum Wall.[52]
- Pygeum wightianum Blume[53]
- Saccolabium wightianum Lindl.[54]
- Saguerus wightii H.Wendl. & Drude[55]
- Solanum wightianum Rydb.[56]
- Stylidium wightianum Wall.[57]
- Syzygium wightianum Wall.[58]
- Thalictrum wightianum Greene[59]
- Thesium wightianum Wall.[60]
- Tournefortia wightii C.B.Clarke[61]
- Urostigma wightianum Miq.[62]
- Viburnum wightianum C.B.Clarke[63]
- Viscum wightianum Wight & Arn.[64]
- Zingiber wightianum Thwaites[65].